# Nederzwalm-Hermelgem
Nederzwalm-Hermelgem is een deelgemeente van Zwalm, in de Belgische provincie Oost-Vlaanderen, het was een zelfstandige gemeente tot aan de gemeentelijke herindeling van 1977.

## Geschiedenis
De voormalige gemeente Nederzwalm-Hermelgem bestond uit de kernen Nederzwalm, ook wel Allerheiligen genoemd, en Hermelgem. De gemeente ontstond in 1849, toen Nederzwalm en Hermelgem samensmolten, nadat in 1847 ook al de parochies waren samengevoegd.
Nederzwalm ligt in het zuiden aan de Zwalm; Hermelgem was een kleinere kern in het noorden, op de oever van de Schelde. In 1850 verdween de parochiekerk van Hermelgem. Nederzwalm-Hermelgem fusioneerde in 1977 met fusiegemeente Munkzwalm tot de nieuwe fusiegemeente Zwalm. Hermelgem en Nederzwalm vormen tegenwoordig een dorpskern, met centrum en parochiekerk in Nederzwalm.

## Lijst van burgemeesters
Lijst van burgemeesters van Nederzwalm-Hermelgem tot aan de fusie van 1976 met Zwalm):
| Periode          | Naam                                      |
| ---------------- | ----------------------------------------- |
| 1849-1895        | Charles Van Damme (liberaal)              |
| 1895-1898        | Pierre-Jozef De Raedt (katholiek)         |
| 1898-1909        | Théodore De Raedt (katholiek)             |
| 1909-1912        | Henri De Raedt (katholiek)                |
|                  | Pierre De Vos (dienstdoend)               |
| 1921-1941        | Hector Simoens (liberaal)                 |
| 19 november 1941 | Leon Verstraeten (VNV, zonder verkiezing) |
| 1944-1965        | Hector Simoens (liberaal)                 |
| 1965-1976        | Gilbert Van Coppenolle (liberaal)         |

## Demografische ontwikkeling
- Bronnen:NIS, Opm:1831 tot en met 1970=volkstellingen; 1976 = inwoneraantal op 31 december

## Bezienswaardigheden
- De Allerheiligenkerk van Nederzwalm-Hermelgem met een uniek orgel uit 1855 van Petrus Haelvoet. Dit instrument is het enige bekende exemplaar van deze orgelbouwer.
- Het standbeeld "De Molenaar"
- De Ter Biestmolen, een watermolen aan de Zwalmbeek met een inwendig waterrad. Tegenwoordig is er een horecazaak in de molen gevestigd.
- De Vanderlindensmolen (niet toegankelijk)
- Het natuurgebied Blarewater

## Bekende inwoners
- Justin François De Raedt (Hermelgem, 7 november 1822 - Gent, 1 juli 1890) katholiek politicus, provincieraadslid Oost-Vlaanderen (1852-1890) en gedeputeerde (1864-1890).

Deelgemeenten: Beerlegem · Dikkele · Hundelgem · Meilegem · Munkzwalm · Nederzwalm-Hermelgem · Paulatem · Roborst · Rozebeke · Sint-Blasius-Boekel · Sint-Denijs-Boekel · Sint-Maria-Latem

Overige dorpen en gehuchten: Hermelgem · Nederzwalm · Wijlegem

Belgische gemeenten · Arrondissement Oudenaarde · Oost-Vlaanderen · Vlaanderen